# 名東警察署
名東警察署（めいとうけいさつしょ）は、愛知県警察が管轄する警察署の一つである。

## 所在地
- 名古屋市名東区猪高台二丁目1009番地

## 管轄区域
- 名古屋市名東区[1]

## 沿革
- 1978年（昭和53年）
  - 3月24日 - 千種警察署内において開署準備室が開設[2]。
  - 8月1日 - 名東区猪高町大字猪子石字社口9番地の118において、名東警察署庁舎が完成[3]。

## 組織
- 警務課
  - 警務係
  - 住民サービス係
  - 留置管理係
- 会計課
  - 会計係
- 生活安全課
  - 生活安全(第一係・第二係)
  - 少年係
  - 保安(第一係・第二係)
- 地域課
  - 地域総務係
  - 地域(第一係～第三係)
- 刑事課
  - 刑事総務係
  - 強行係
  - 盗犯係
  - 鑑識係
  - 知能係
  - 暴力薬物係
- 交通課
  - 交通総務係
  - 指導取締係
  - 事故捜査係
- 警備課
  - 警備係

## 交番
（ ）の中は所在地
- 猪子石交番（名古屋市名東区香坂1104番地）
- 藤が丘交番（名古屋市名東区藤が丘162番地）
- 高針交番（名古屋市名東区高針4丁目909番地）
- 牧の原交番（名古屋市名東区牧の原3丁目305番地）
- 西山交番（名古屋市名東区西山本通1丁目31番地）
- 一社交番（名古屋市名東区一社3丁目3番地）
- 蓬莱交番（名古屋市名東区八前2丁目1406番地）

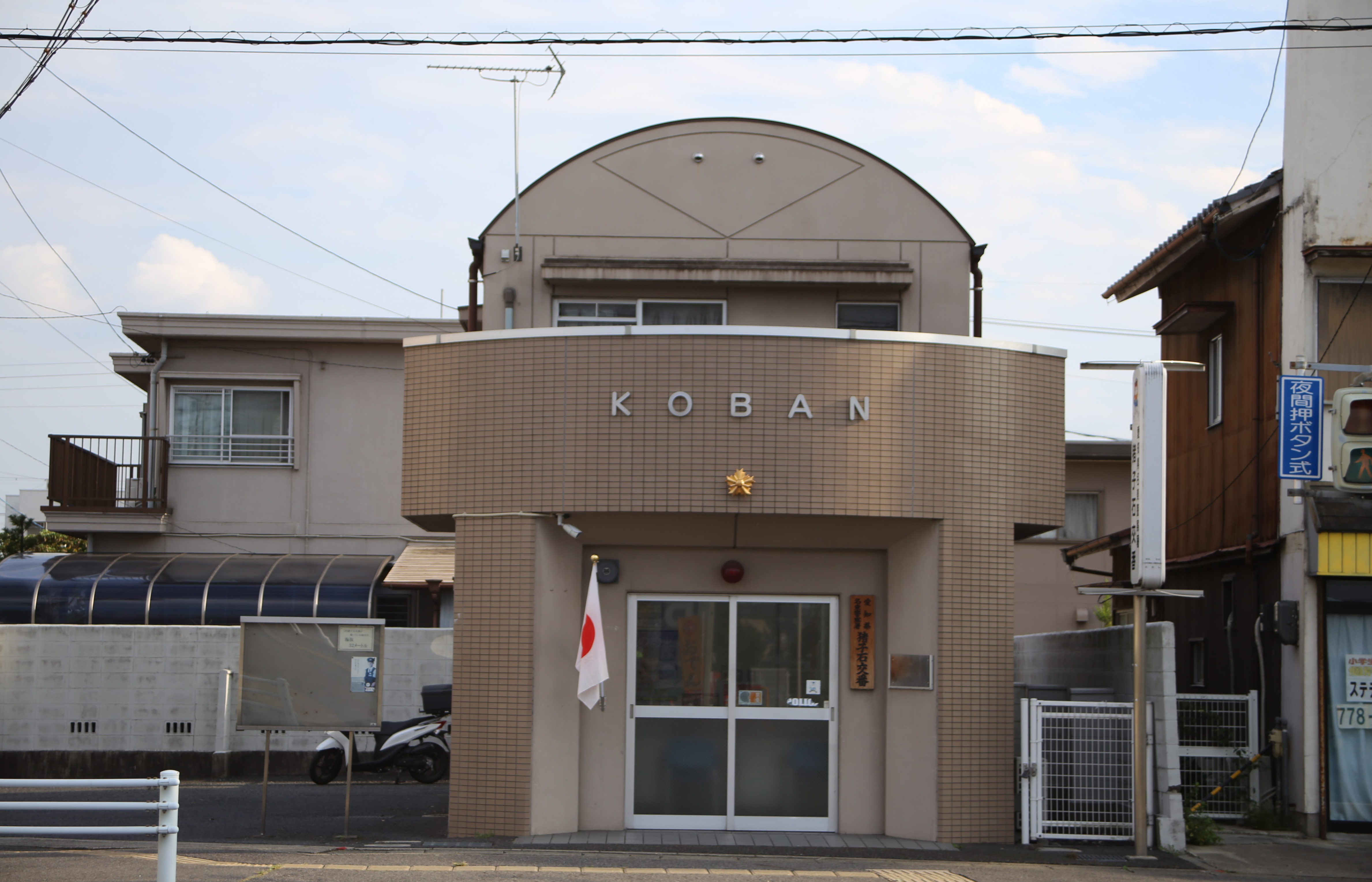
猪子石交番
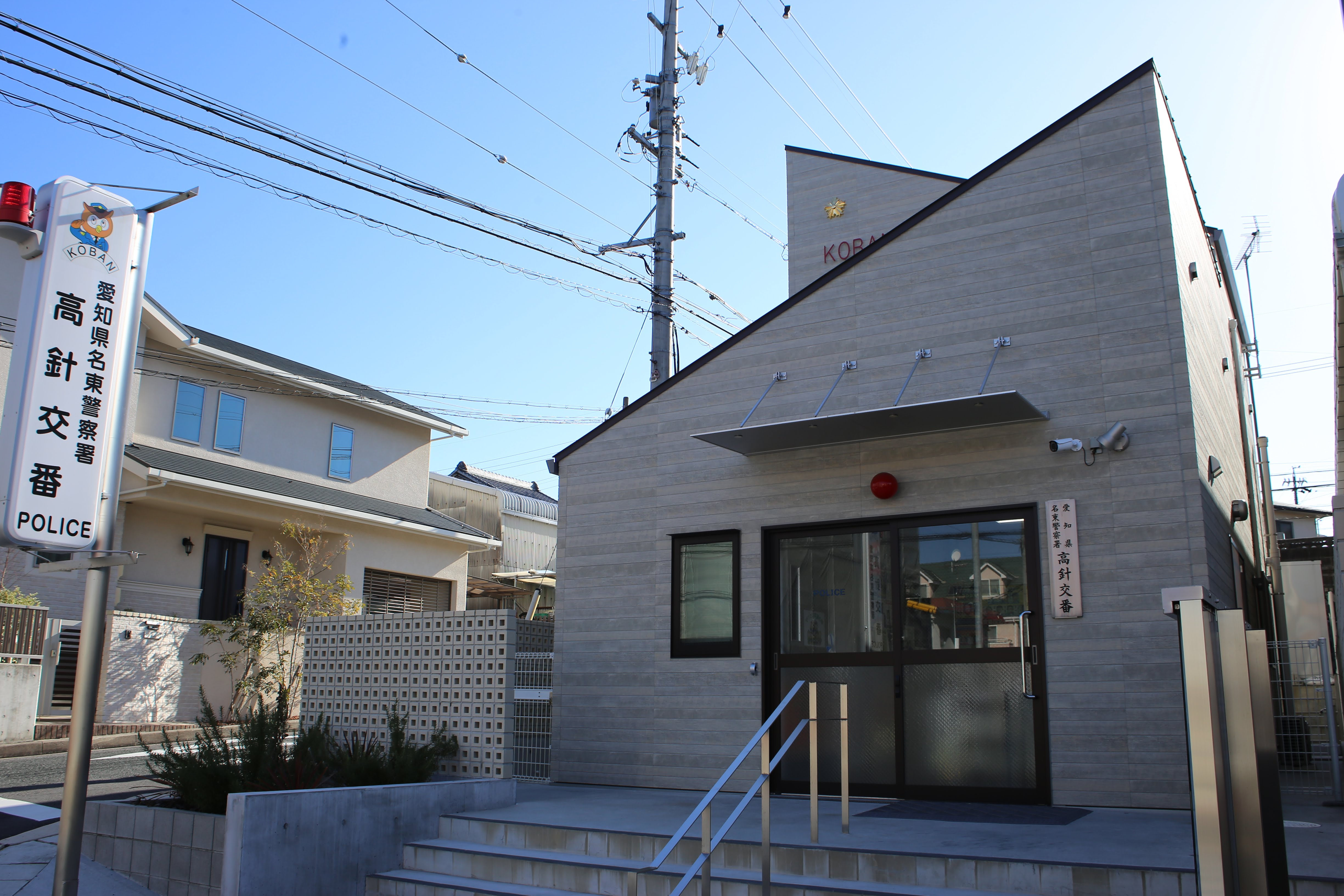
高針交番

## 駐在所
なし